# Launcestons sexdagars
Launcestons sexdagars var ett australiskt sexdagarslopp i bancykling som arrangerades vid 21 tillfällen från 1961 till 1987 i Launceston på Tasmanien. Loppet hölls vanligtvis i januari (februari 1965, 1980 och 1987, samt mars 1986). Det är med sina 21 upplagor det australiska sexdagarslopp som arrangerats flest gånger.

## Podieplaceringar
| År   | Vinnare                         | Tvåa                           | Trea                            |
| 1961 | Ron Grenda Fred Roche           | Peter Panton Claus Stiefler    | Keith Reynolds John Young       |
| 1962 | John Green John Young           | Sidney Patterson Barry Waddell | Ron Grenda Ronald Murray        |
| 1963 | Warwick Dalton Giuseppe Ogna    | Alan McLennan Robert Ryan      | Ronald Murray Keith Reynolds    |
| 1964 | William Lawrie Peter Panton     | Ron Grenda John Young          | Sidney Patterson Ronald Murray  |
| 1965 | Ian Chapman Barry Waddell       | Graeme Gilmore John Young      | Ron Grenda Oscar Plattner       |
| 1966 | John Perry Ian Stringer         | Ron Grenda Sidney Patterson    | Ian Campbell Barry Waddell      |
| 1967 | Graeme Gilmore Sidney Patterson | Vic Browne Barry Waddell       | Ian Campbell Ian Stringer       |
| 1968 | John Oliver Robert Ryan         | Ian Stringer Barry Waddell     | Graeme Gilmore Sidney Patterson |
| 1969 | Keith Oliver Robert Whetters    | Ian Stringer Kevin Morgan      | Barry Waddell Robert Ryan       |
| 1970 | Tony Kelliher Don Richards      | Bill Brooks Hilton Clarke      | Giordano Turrini Charlie Walsh  |
| 1971 | Keith Oliver Ian Stringer       | Hilton Clarke Barry Waddell    | Robert Whetters Robert Ryan     |
| 1972 | Keith Oliver Robert Whetters    | Geoff Edmonds Geoff Forbes     | Don Campbell Robert Ryan        |

| År         | Vinnare                     | Tvåa                              | Trea                         |
| 1973– 1977 | ej avhållet                 |                                   |                              |
| 1978       | Frank Atkins Laurie Venn    | Neville Allison Graeme Hodgkiss   | Craig Price Charlie Walsh    |
| 1979       | Murray Hall David Sanders   | Len Hammond Terry Hammond         | Malcolm Hill Keith Oliver    |
| 1980       | Murray Hall David Sanders   | David Allan Philip Sawyer         | Graeme Hodgkiss Marc Osborne |
| 1981       | Wayne Hildred Paul Medhurst | David Allan Peter Delongville     | Urs Freuler Craig Price      |
| 1982       | Philip Sawyer Shane Sutton  | Hans Känel Gary Sutton            | Terry Hammond Paul Pearson   |
| 1983       | Hans Känel Urs Freuler      | Shane Sutton Gary Sutton          | Terry Hammond Philip Sawyer  |
| 1984       | Geoff Skaines Shane Sutton  | Glenn Clarke Phil Thomas          | Shane Bannon Götz Heine      |
| 1985       | ej avhållet                 |                                   |                              |
| 1986       | Danny Clark Anthony Doyle   | Donald Allan Gary Wiggins         | Tom Sawyer Stan Tourné       |
| 1987       | Michael Grenda Tom Sawyer   | Dieter Giebken Joachim Schlaphoff | Craig Price Rick Sloane      |